# 她 (aiko專輯)
《她》，日本女性創作歌手aiko的第7張錄音室專輯。2006年8月23日發行。

## 簡介
前作《夢中的筆直道路》約一年半之後發行。收錄了《亮晶晶》、《STAR》和《雲兒白的蘋果紅的》3首單曲。
因為專輯代表各種各樣沉浸於愛情中的女性和女孩，所以專輯名稱取「女朋友」第三人稱意味的「她」。
aiko親自出演專輯的宣傳廣告，並且邀請來大杉漣和須賀健太一同出演。
專輯發行首週即取得Oricon公信榜冠軍，連續三張專輯、總共第五張取得冠軍。並且取得2006年9月度Oricon月榜冠軍，連續兩張專輯取得月榜冠軍。

## 收錄曲目
1. 快門
2. 希望不要被發現（気付かれないように）
3. 亮晶晶（キラキラ）
4. 在親吻之前（キスする前に）
5. 深海冷藏庫（深海冷蔵庫）
6. 17之月（17の月）
7. 映在眼簾（その目に映して）
8. 自以為是（ひとりよがり）
9. 雪珠
10. STAR（スター）
11. 表明愛意（恋ひ明かす）
12. 雲兒白的蘋果紅的（雲は白リンゴは赤）
13. 某一天的向日葵（ある日のひまわり）
14. 眼眸

## 外部連結
- 唱片介紹